# Lee Hyo-ri
Lee Hyo-ri (이효리?; Cheongwon, 19 febbraio 1979) è una cantante e attrice sudcoreana.

## Carriera
Attiva anche come modella, conduttrice televisiva e attivista, ha debuttato verso la fine degli anni '90 come membro del girl group Fin.K.L. Nel 2003 ha intrapreso la carriera solista pubblicando l'album Stylish. Nel 2006 ha firmato un contratto con Mnet Media.
Ha vinto due Mnet Asian Music Awards nel 2008, un Seoul Music Award (2003) e altri premi.

## Discografia

### Album in studio
- 2003 – Stylish...E
- 2006 – Dark Angel
- 2008 – It's Hyorish
- 2010 – H-Logic
- 2013 – Monochrome
- 2017 – Black

### Singoli
- 2003- 10 Minutes
- 2003- Hey Girl
- 2003- Remember Me
- 2003- Cleopatra
- 2005- Anymotion
- 2005- Anyclub
- 2006- Get ya!
- 2006- Shall We dance?
- 2006- Straight up
- 2006- Dark Angel
- 2006- Anystar
- 2007- Toc Toc Toc
- 2008- Cat on the roof
- 2008- U Go Girl
- 2008- Hey Mr.Big
- 2009- Pretty
- 2009- As long as I love You
- 2010- Swing
- 2010- Chitty Chitty Bang Bang
- 2010- Bring It Back
- 2010- How Did We get it?
- 2011- Please stay behind
- 2011- Remember
- 2013- Miss Korea
- 2013- Bad Girls
- 2013- Amor Mio
- 2013- Going Crazy
- 2014- Don’t cry
- 2017- Seoul
- 2017- Black
- 2017- White Snake
- 2020- Don’t touch me